# 1989年飓风基科
飓风基科（英語：Hurricane Kiko）是有纪录以来在下加利福尼亞半岛东海岸登陆过的最强劲热带气旋之一，也是1989年太平洋飓风季的第11个获得命名的风暴。基科于8月25日从一片大型中尺度对流系统形成，之后缓慢向西北方向移动，于次日早上快速增强并达到飓风强度。之后风暴仍然在继续增强，于8月27日清晨达到风速每小时195公里的最高强度。接下来风暴转朝西面行进，于协调世界时早上6点左右在下加利福尼亚州最南端的蓬塔阿雷纳（Punta Arena）附近登陆。之后飓风迅速减弱，于当天晚些时候降级为热带风暴，到了8月28日进入太平洋后不久已经进一步削弱为热带低气压。低气压继续向南移动并持续了一天，然后被附近的热带风暴洛雷娜（Lorena）吸收。虽然基科在登陆时仍然达到三级飓风强度，但其造成的影响相对较小。新闻报道表明有20户民宅被毁，多条高速公路被暴雨淹没。

## 气象历史
1988至1990年生成的绝大部分东太平洋飓风都是从非洲西海岸的东风波发展而成，但飓风基科并非如此，它是由8月23日索诺拉州的一片大型中尺度对流系统形成。系统缓慢向南进入加利福尼亚湾并逐渐组织起来。次日，低气压周围出现阵骤雨和雷暴活动，但由于来自该地区的报告不足，美国国家飓风中心无法对其进行有效的预测。到了8月25日，利用德沃夏克分析法进行卫星强度估计得出的结果表明，这股位于墨西哥马萨特兰以南约185公里的低气压已经于中午12点左右发展成热带热气压。不过在操作上，气象部门并没有宣布其成为热带低气压，而是立即宣布系统已经成为热带风暴基科，风速为每小时65公里。系统所处位置虽然接近陆地，但几乎没有转向气流，水温较高，而且位于一个上层低气压的下方，这样的情况非常有利于风暴快速增强。美国国家飓风中心预测风暴总体会向西北方向漂移，并在24小时内达到飓风强度。
8月25日晚，由于中心风速已经达到每小时85公里，系统开始发展出对流带特征。并且风暴上空一个反气旋的发展也令基科的外流变得更加明显。到了8月26日早上6点左右，系统的小型环流中发展出一个风眼，表明气旋已经增强到萨菲尔-辛普森飓风等级下的一级飓风强度，但卫星强度估算显示风速仅为每小时65公里。之后不久，基科的风速达到每小时155公里，升级为二级飓风。飓风附近的船只确定风暴中心向外延伸约85公里的海域仍然有热带风暴强度的狂风。风眼墙内的风速之后增至每小时185公里，这已经达到三级飓风的最低标准。之后风暴还在继续强化并持续了6个小时，到了8月27日凌晨0点左右，基科达到了风速每小时195公里的最高强度，最低气压低至955毫巴（百帕，28.2英寸汞柱）。
系统达到最高强度左右时，德沃夏克分析法得出的估计数值达到），这相当于四级飓风的最低标准，风速为每小时215公里。飓风以北的一个低压槽开始减弱，导致风暴进一步朝西转向。基科接下来有小幅减弱，然后在下加利福尼亚州最南端的蓬塔阿雷纳附近登陆，风速为每小时185公里，成为1949年开始有可靠纪录以来的第二个在下加利福尼亚州墨西哥湾沿岸登陆的大型飓风，另一个则是1967年的飓风奥利维亚（Olivia）。因为风暴的规模较小，而且移动速度缓慢，飓风迅速减弱，于下午18点左右降级为热带风暴。基科所关联的对流大幅减少，到了8月28日早上，环流中心几乎已经没有雷暴活动。进入太平洋后不久，风暴进一步降级为热带低气压，并在附近的热带风暴洛雷娜影响下朝西南方向进发，最终于8月29日下午18点左右消散，其残留继续南下，最后被洛雷娜吸收。

## 防灾措施和影响

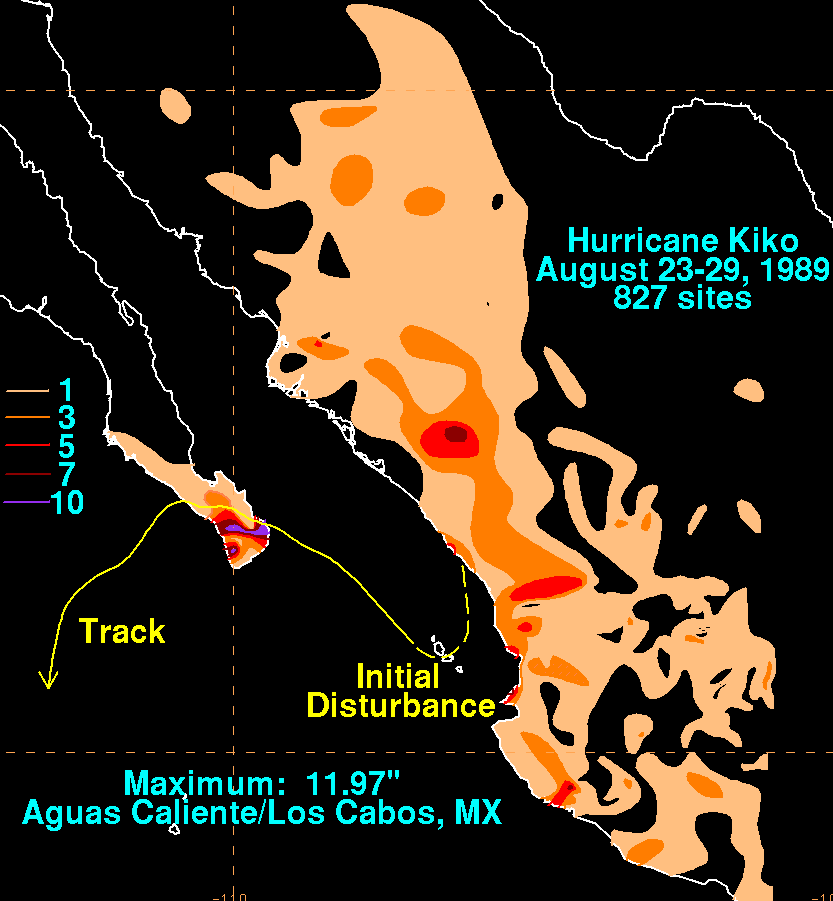
基科带来的降雨总量

协调世界时8月25日晚上21点左右，墨西哥联邦政府向玛丽亚群岛以及从索诺拉州南部边界到该州渔业小镇埃尔多拉多（El Dorado）之间地区发布了飓风警告，并向从洛斯布罗斯（Los Burros）沿加利福尼亚湾一直到南下加利福尼亚州最南端之间地区发布了飓风观察预警。到了次日上午9点，飓风观察预警已升级为飓风警告。原本向索诺拉州发布的飓风观察预警约在三小时后中止，因为气象预测表明基科不大可能会在该州登陆。而下加利福尼亚州的飓风警告则向北延伸到了巴伊亚康塞普西翁（Bahía Concepción）。由于无法确定风暴的行进路线，索诺拉州从埃尔多拉多到洛斯莫奇斯之间地区再次收到了飓风观察预警。到了8月27日上午9点左右，圣卡洛斯（San Carlos）以南的下加利福尼亚州太平洋海岸地区收到了飓风警告，而索诺拉州的飓风观察预警则相应中止。到了下午18点，下加利福尼亚州墨西哥湾海岸的飓风警告更换为热带风暴警告，收到警告的地区范围为加利福尼亚半岛最南端到巴伊亚康塞普西翁之间，并且这一时候太平洋海岸的飓风警告也更换为热带风暴警告。8月28日清晨，由于基科已经减弱为热带低气压并开始远离陆地，所有的观察预警和警告都已中止。
南下加利福尼亚州有超过1300人疏散到位于拉巴斯的避难所。这一区域的起降航班均予取消或是转飞其他机场。红十字会将城市中的学校、医院和其他公共建筑改造成避难所。美国国家飓风中心收到玛丽亚群岛的报告，称岛上遭受的持续风速达到每小时87公里，不过这位报告没有得到确认。由于飓风规模较小，因此只有直接位于其行进路线上的地区有下雨，不过，风暴东面的一个季风外围雨带令墨西哥东部普遍出现降水。索诺拉州山区降雨量超过180毫米，还有多个地方记录到至少25毫米降水量。下加利福尼亚州的洛斯卡沃斯降雨量最大，达到304毫米，不过整个加利福尼亚半岛只有小片地区降雨量超过250毫米。降雨最多的地区有至少1000人撤离，新闻报道显示整场飓风摧毁了20户民宅。大风和时速超过175公里的阵风吹倒了许多树木和电线杆。

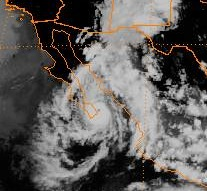
飓风基科接近最高强度时的红外线卫星图像

飓风的风眼登岸前，卡波圣卢卡斯（Cabo San Lucas）附近的机场报告持续风速每小时76公里，阵风风速则达每小时101公里。由于风暴规模小，登陆后行经区域人烟稀少，因此缺乏可用的气象记录。从拉巴斯到卡波圣卢卡斯之间地区出现了停水和停电情况。暴雨淹没了多条高速公路，还有一辆公共汽车被洪水推翻。幸运的是车上的人都成功脱险，并且没有人受伤，之后很快由当地消防队送到了避难所。圣安东尼奥（San Antonio）到圣巴托（San Bartolome）之间的高速公路有约91米受到冲蚀。布埃纳文图拉（Buena Vista）一个度假村的房顶受到严重破坏，还有多艘停在海边的船只受损。风暴消散数天后，其残留湿气帮助形成了一个复杂的天气系统，美国堪萨斯州因此普降暴雨，非正式统计数据表明部分地区的降雨量高达410毫米。